# Polakpotrafi.pl
Polak Potrafi – polskojęzyczna crowdfundingowa strona internetowa, na której przeprowadzane są zbiórki pieniędzy w celu sfinansowania różnorodnych projektów z wielu dziedzin życia. Finansowane są tam projekty takie jak filmy, animacje, gry komputerowe, karciane, planszowe, komiksy, albumy muzyczne, a także projekty związane ze sztuką, modą, fotografią, publicystyką, teatrem, tańcem, jedzeniem oraz nowoczesnymi technologiami. 
W ciągu pierwszego roku działalności firma pomogła zrealizować 15 pomysłów, zbierając na nie sumę 75000 złotych. Miała w tym czasie 230 000 odwiedzin i 4 000 użytkowników. We wrześniu 2013 r., platforma wypłaciła twórcom projektów już 1 000 000 złotych. Wśród najciekawszych projektów są m.in. sfinansowanie budowy szkoły w Nepalu, nadwozie samochodu Nowa Warszawa czy też wyprawa na niezdobytą do tej pory w zimie górę Nanga Parbat. Do kwietnia 2016 r. najdroższym sfinansowanym projektem przez PolakPotrafi.pl była reaktywacja pisma „Secret Service”, która uzyskała finansowanie w kwocie 284 110 złotych, natomiast 19 kwietnia 2016 rekord ten został pobity przez projekt 'Wstęga Pamięci. Pomnik AK w Krakowie', który uzyskał 385 615.05 złotych od 1569 wspierających.
Firma jest często porównywana do lub nazywana „polskim Kickstarterem”. W 2014 roku była uznana za największą polską stronę crowdfundingową.